# José Luis Gavidia
José Luis Gavidia Arrascue (Chota, 14 de octubre de 1958) es un político y contraalmirante retirado de la Marina de Guerra del Perú. Ejerció como ministro de Defensa del Perú, desde el 1 de febrero hasta el 17 de agosto de 2022; durante el gobierno de Pedro Castillo.

## Biografía
José Luis nació el 14 de octubre de 1958, en Chota, del Departamento de Cajamarca, Perú. Tiene una maestría en Administración, Marítima, Portuaria y Pesquera y un diplomado en Seguridad y Defensa Nacional.

### Marina de Guerra del Perú
En la Marina de Guerra del Perú fue inspector general (2012) y director general de Economía de la Marina (2013). Asimismo, fue ante la Organización Marítima Internacional, representante permanente alterno del Perú de 2014 al 2016.

## Vida Política

### Ministro de Estado

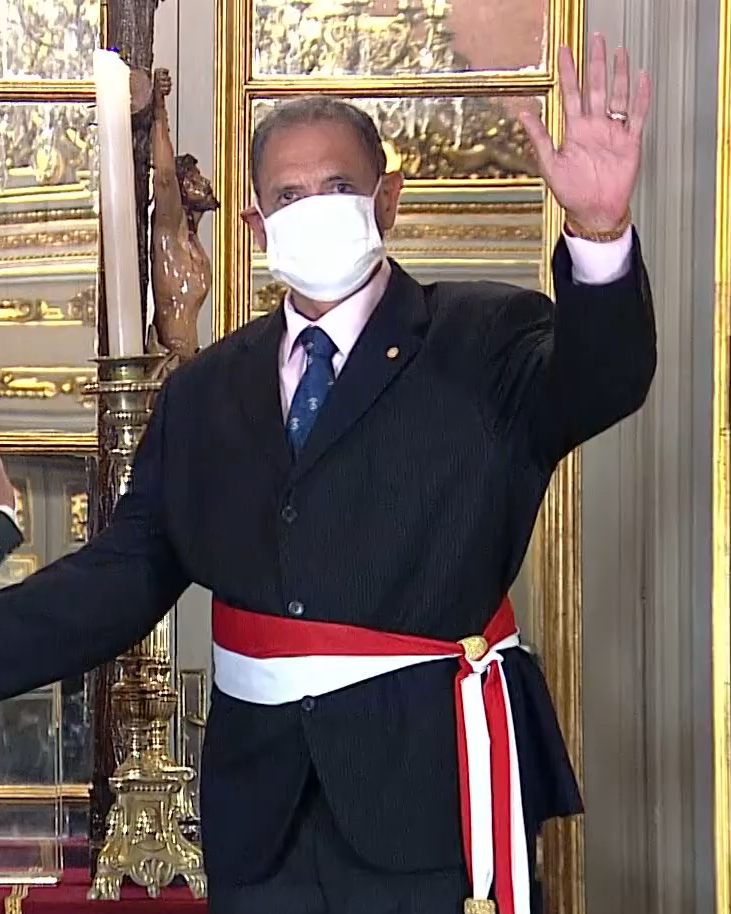
Gavidia en su posesión.

El 1 de febrero de 2022, fue nombrado y posesionado por el presidente Pedro Castillo, como Ministro de Defensa del Perú. Mantuvo este cargo hasta el 24 de agosto del mismo año, cuando presentó su renuncia al premier Aníbal Torres.

## Controversias

### Polémica por uso de aeronaves
El domingo 4 de diciembre de 2022, el programa Punto Final emitió un reportaje en el que mostró las listas de pasajeros de vuelos oficiales y, en la del ministro Gavidia, encontró los nombres de sus tres hijas para un viaje el lunes 14 de marzo del presente año a la región de Huánuco. El titular del Ministerio de Defensa fue trasladado por un avión Fokker con placa AE-565 hasta la inauguración del año escolar en un colegio de Huánuco. Sin embargo, el dominical informó que la ceremonia solo duró 3 horas mientras que la estadía del titular del Mindef se prolongó por tres días y noches.
Al respecto, el ministro aseguró que el viaje de regreso agendado para el lunes 15 se postergó por mal clima, lo que obligó que el viaje de vuelta sea el martes 16 a primera hora.

### Pedido de indemnización al Estado
El domingo 11 de junio de 2023, el programa periodístico Panorama reveló que Gavidia, quien fuera titular del (Mindef) entre febrero y agosto del 2022 y que tras ello, designado representante del Perú ante la Organización Marítima Internacional de la ONU en la ciudad de Londres, acudió a un juzgado de trabajo en Piura para exigir al Estado 681.626,80 libras esterlinas (moneda oficial de Reino Unido), que en soles suman más de 3 millones. El dominical tuvo acceso al documento de Procuraduría del Ministerio de Defensa en el que se constata que el exministro de Pedro Castillo está exigiendo al Estado el mencionado monto por un periodo de dos daños, que corresponderían a presuntos perjuicios por haber cortado su designación el 1 de marzo del 2023. El medio de comunicación se comunicó con el extitular de Defensa, pero este aseguró no conocer nada sobre ello.